# Praça João Pessoa
A Praça Presidente João Pessoa, popularmente conhecida como Praça João Pessoa, localiza-se no centro histórico da cidade brasileira de João Pessoa, capital do estado da Paraíba. É também conhecida também como a Praça dos Três Poderes, por estarem ao seu redor as sedes dos poderes executivo (Palácio da Redenção), legislativo (Assembleia Legislativa da Paraíba) e judiciário (Tribunal de Justiça da Paraíba) estaduais.
É um importante ponto turístico da cidade, do qual é possível ver o prédio da antiga Faculdade de Direito da Universidade Federal da Paraíba, além do mausoléu do presidente João Pessoa (que fica entre o prédio da faculdade e o Palácio da Redenção). No centro deste espaço há um monumento póstumo ao presidente paraibano (hoje governador) João Pessoa Cavalcanti de Albuquerque, assassinado no Recife em 1930, fato este considerado pelos historiadores como o estopim para a conhecida Revolução de 30.